# Patrik Bojent
Patrik Rickard Bojent, nato Patrik Rickard Karlsson (Växjö, 26 dicembre 1980), è un ex calciatore svedese, di ruolo difensore.

## Carriera
Buona parte della sua carriera si sviluppa nell'Öster, club in cui arriva nel 1997, entrando inizialmente a far parte del settore giovanile. L'anno seguente colleziona le sue prime tre presenze in Allsvenskan, ma la squadra retrocede. A seguito della discesa in seconda serie, Karlsson (questo il suo cognome di nascita, prima che esso venisse cambiato nel 2008 in quello della moglie, Bojent) riesce ad affermarsi come titolare. Il giocatore e il club tornano a disputare l'Allsvenskan nel 2003, ma la stagione termina nuovamente con la retrocessione.
Dopo le sette stagioni con la prima squadra dell'Öster, si trasferisce al Gefle dove è anche in questo caso terzino titolare. Nell'arco di due campionati, salta solo una partita.
Nell'ottobre 2006, l'AIK ufficializza il suo ingaggio triennale a partire dal successivo mese di gennaio. Durante il suo primo campionato in nerogiallo, totalizza 20 presenze su 26 gare in calendario. Nel torneo dell'anno seguente viene utilizzato in 14 occasioni. Desideroso di trovare maggiore spazio, Bojent nel gennaio 2009 effettua un provino con i norvegesi dell'Aalesund, tuttavia finisce comunque per iniziare la stagione all'AIK. Nel 2009, in poco più di metà stagione, il nuovo tecnico Mikael Stahre lo schiera solamente in due partite di campionato e in una di Coppa di Svezia, prima della sua cessione avvenuta in estate. Pochi mesi più tardi, nel novembre 2009, la squadra vince il titolo nazionale.
Nel luglio 2009 Bojent scende nella terza serie nazionale per tornare a giocare nel suo vecchio club dell'Öster, con cui a fine anno conquista la promozione in Superettan. Al termine dell'annata 2012, Bojent e i rossoblu centrano un'ulteriore promozione che li riporta nella massima serie. Due retrocessioni in due anni, però, hanno come conseguenza il ritorno in terza serie, categoria in cui Bojent milita per un'ultima stagione nel 2015.
Tra il 2016 e il 2018 gioca per tre anni nell'Åryds IK, piccola squadra militante nella sesta e nella settima serie nazionale.